# エディー・ハーン (プロモーター)
エドワード "エディー" ハーン (Edward "Eddie" Hearn、男性、1979年6月8日- ) は、イギリスのスポーツイベントプロモーター。ダゲナム出身。マッチルーム・スポーツ会長。プロフェッショナル・ダーツ・コーポレイション、マッチルーム・ボクシング、マッチルーム・ボクシング・USA、マッチルーム・メディア、PGAユーロプロツアーの会長も務める。

## 概要
父親のバリー・ハーンが創立したマッチルーム・スポーツに2004年に入社。PGAユーロプロツアーの最高経営責任者に就任。ポーカーやオンライン ポーカー部門の運営を担当した。その後、マッチルーム・スポーツ社長に就任し、Sky Sportsと2021年までの独占テレビ放送契約をまとめ上げるなど辣腕を発揮した。
2021年4月20日、バリー・ハーンがマッチルーム・スポーツの会長を辞任し、エディーが後を継いで会長に就任した。

### ボクシングプロモーター
2017年11月からマッチルーム・スポーツ・USAを設立してアメリカへ本格進出。2018年5月10日にはパフォーム・グループと8年間・10億ドル（約1100億円）の契約で合弁会社マッチルーム・ボクシング・USAを設立し、試合をストリーミング配信サービスDAZNで独占配信することを発表した。
2021年6月3日、1994年から27年間に渡って契約していたSky Sportsを離れ、DAZNと、イギリスとアイルランドにおいての5年間の配信契約を交わした。

## 人物・エピソード
- 王座の数が多すぎることや強豪選手同士が対戦を避けることでファンが見たい試合を組むのが難しいことはボクシングにとって良くないことだと指摘しており、そのため、「1つのプロモーション会社と1つの王座」であるUFCモデルが「とてもうらやましい」や、「それが私がボクシングで目指したい目標」で「UFCに嫉妬する」、「私はこのスポーツをより良い方向に変えたいと思っており、このスポーツを私が望んでいる場所に導く唯一の方法は、UFCのようなモデルを持つことだ」など語っている[8][9][10][11][12]。

### フランク・ウォーレンとの長年の確執
同じイギリスのボクシングプロモーターであるフランク・ウォーレンとは、父親のバリー・ハーンの代から（当時ボクシングに参入したばかりで駆け出しのプロモーターでしかなかったバリーはフランクより大きな試合を組みたい、フランクより大きな存在になりたいの一心でライバル心を燃やし、ハーン家ではフランク・ウォーレンという2つの言葉は禁句だったという）長年ライバル関係にあり両家は35年以上にわたって激しく争い、エディーとフランクは1度も会ったことも話したこともなかったが、オイルマネーを使って次々にボクシングのビッグマッチを実現させていたサウジアラビア娯楽庁トゥルキ・アラルシク長官の取り計らいにより、お互いの契約選手が出場したアンソニー・ジョシュアvsオットー・ヴァリン、デオンテイ・ワイルダーvsジョセフ・パーカーなどが組まれた興行「審判の日」の記者会見で初めて会い会話を交わすと、両家の長年の確執は雪解けに向かい（ハーン一家で父親のバリーだけはフランク家側との会合に出席せず、エディーに「息子よ、俺たちが勝つんだよな？、こいつにだけは勝たせるわけにいかない」と伝えるなど確執を残している）、マッチルーム・スポーツとクイーンズベリー・プロモーションズによる5対5の対抗戦が行われることになった。